# Sebastián Rusculleda
Sebastián Rusculleda (Laboulaye, 28 aprile 1985) è un ex calciatore argentino, di ruolo centrocampista.